# بارثلميو أوغبيتشي
بارثلميو أوغبيتشي (بالإنجليزية: Bartholomew Ogbeche)‏ (مواليد 1 أكتوبر 1984) هو لاعب كرة قدم. يلعب مع منتخب نيجيريا لكرة القدم. سبق له أن لعب في كأس العالم لكرة القدم مع منتخب بلاده.

## روابط خارجية
- بارثلميو أوغبيتشي على موقع الاتحاد الدولي (مؤرشف)  (الإنجليزية)
- بارثلميو أوغبيتشي على موقع رابطة كرة القدم الفرنسية للمحترفين (الإنجليزية)
- بارثلميو أوغبيتشي على موقع إي إس بي إن إف سي (الإنجليزية)
- بارثلميو أوغبيتشي على موقع قاعدة بيانات كرة القدم.إي يو (الإنجليزية)
- بارثلميو أوغبيتشي على موقع ليكيب (الفرنسية)
- بارثلميو أوغبيتشي على موقع ناشيونال فوتبول تيمز (الإنجليزية)
- بارثلميو أوغبيتشي على موقع Soccerbase.com (لاعب) (الإنجليزية)
- بارثلميو أوغبيتشي على موقع Soccerway.com (الإنجليزية)
- بارثلميو أوغبيتشي على موقع عالم كرة القدم.نت (الإنجليزية)
- بارثلميو أوغبيتشي على موقع كووورة